# إلياس شتي
إلياس شتي (مواليد 22 يناير 1995) هو لاعب كرة قدم جزائري يلعب في مركز الظهير الأيسر في نادي إتحاد العاصمة .

## الإنجازات
الترجي التونسي
- الرابطة التونسية المحترفة الأولى : 2019–20، 2020–21، 2021–22
- كأس السوبر التونسي : 2020–21

### مع المنتخب
- كأس العرب : 2021